# Iván Ferreiro
Iván Ferreiro Rodríguez (Nigrán, Pontevedra, 15 de agosto de 1970) es un cantante español de música indie. Durante trece años fue el cantante, líder y principal compositor del grupo Los Piratas.

## Carrera en solitario

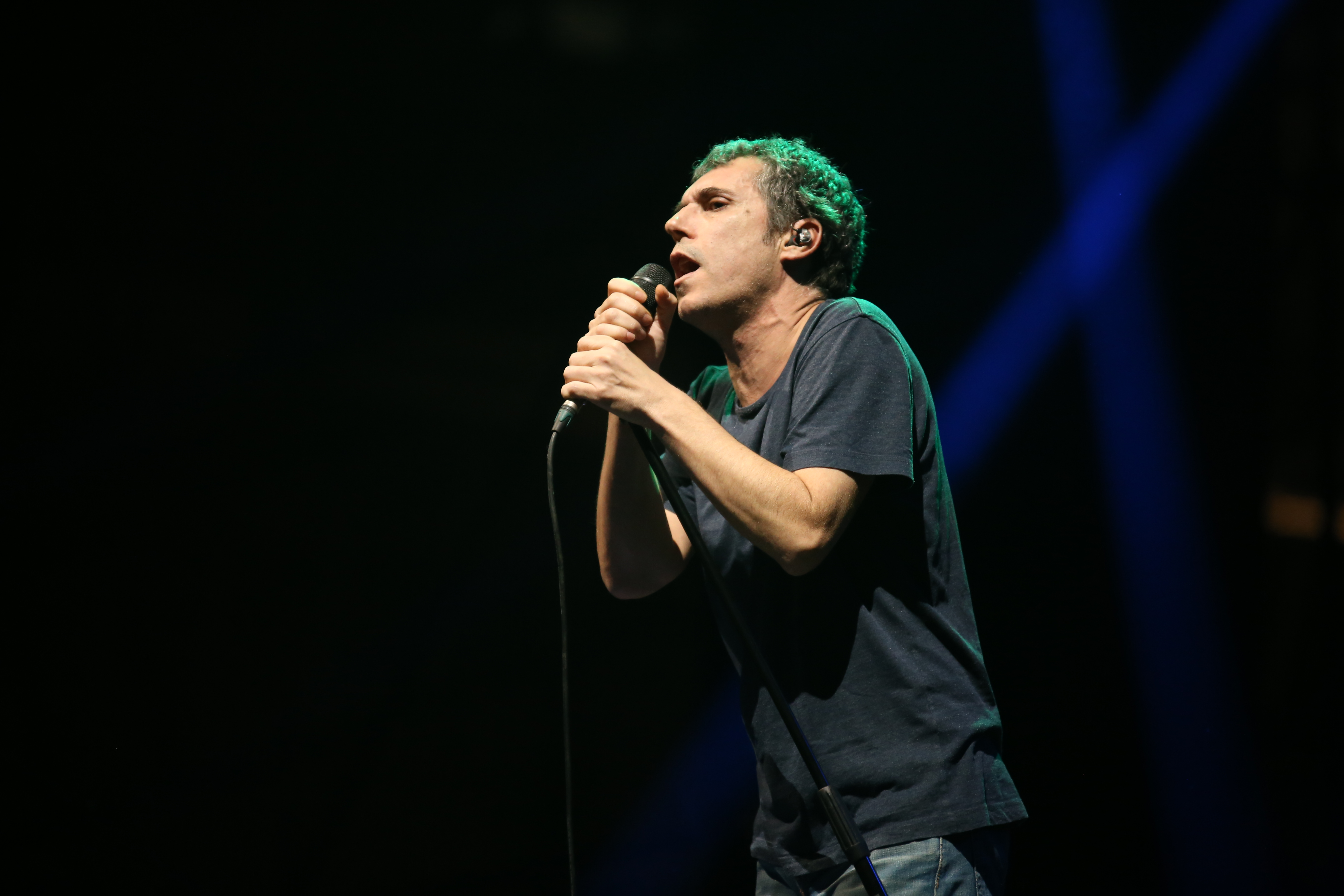
Iván Ferreiro en Valladolid en 2016

Tras la separación de Los Piratas a finales del año 2003, Iván Ferreiro decidió no alejarse del mundo de la música y se puso a tocar con su hermano Amaro Ferreiro en un pub de Vigo, llamado El Ensanche. Las actuaciones se celebraban todos los miércoles anunciadas como «Rai Doriva y As Ferreiro». Los hermanos Ferreiro se hacían pasar por dos amas de casa (Ivonne y Tamara) que para perder su miedo escénico acompañaban al cantante portugués Rai Doriva, que, sin embargo, nunca acudió a los conciertos. Pese a no hacer publicidad, pronto mucha gente se enteró y comenzó a acudir a los conciertos que semanalmente daban los hermanos Ferreiro. Más tarde, comenzaron a actuar también en Nigrán (Pontevedra), versionando canciones de Los Planetas, Andrés Calamaro y Alaska y Dinarama.
El artista pronto pudo crear un repertorio con composiciones suyas junto a las de su hermano Amaro (Turnedo o SPNB), con las que dio forma a su álbum Canciones para el tiempo y la distancia (2005). En ese mismo año, cantó con Enrique Bunbury la canción “Lady Blue” en el Freak Show, lo que lo consagraría como un cantante en solitario con una gran proyección en el panorama del indie-pop español. En su gira Tournedo, con la que recorrió toda España, Iván tocó acompañado de su hermano Amaro a la guitarra y de Karlos Arancegui a la batería.
Uno de sus álbumes, publicado a finales de octubre de 2006, se titula Las siete y media y reúne ocho cortes que el artista compuso durante su gira Tournedo 2006.
Realiza varias colaboraciones, como el tema “Soldado 229” con Antonio Orozco, del último disco de este (Cadizfornia), o en el disco de su primo Mon, con una canción que le da título al LP (Aprendiéndonos). También colabora con La sonrisa de Julia en el tercer álbum de estos, llamado Bipolar, en la canción "Euforia".
En Laboratorio Ñ, Iván forja buenas amistades, plasmadas en diversas colaboraciones. El artista participa en el disco de Pereza Los amigos de los animales, cantando el tema "Todo", y colabora con la mesa de mezclas en la canción “Margot” de su disco Aproximaciones. Además, participa en la canción "Vidas Cruzadas" del disco en directo Ajuste de cuentas de Quique González. En octubre de 2010, se une a los conciertos en España de La caravana americana, un proyecto multicultural abanderado por el también gallego Xoel López.
Amaro Ferreiro grabó en solitario un nuevo disco con el título de Laciudadelasagujas. Mientras, Iván realiza un nuevo disco llamado Mentiroso mentiroso, que sale a la venta el 25 de marzo de 2008, aunque la gira de presentación comienza el 13 del mismo mes. Durante unos días, Iván Ferreiro permitió en su blog la descarga gratuita de su nuevo disco, incluso antes de haber salido a la venta, siendo uno de los primeros artistas de renombre en España en adoptar este sistema.
A comienzos de 2010, Iván prepara su siguiente disco, llamado Picnic extraterrestre, que se publica el 18 de mayo del mismo año.
Llegó un momento en el que todas las partes implicadas que trabajaban con Iván (compañía y management) le plantearon hacer un repaso a su carrera, en directo y con algunos invitados. Tras algunos acercamientos a la idea, finalmente empezó a coger forma después de hablar de las posibles canciones, del sonido y de elegir a Suso Saiz como productor de la obra. Así, el 4 de julio de 2011, el disco, que llevaría por título Confesiones de un artista de mierda, se grabó en directo frente a un reducido público compuesto por invitados de la banda y por fanes afortunados que estuvieron atentos al Twitter de Iván, a través del cual ofreció la oportunidad para asistir a esta grabación.
El disco, que consta de catorce canciones, pretende ser un repaso a clásicos anteriores como "Paraísos perdidos" o "Años 80", y un empujón para nuevos temas, como "Canción de amor y muerte", compuesta expresamente para la película Rec 3. En este nuevo álbum, Iván hace colaboraciones con Santi Balmes, cantante de Love of Lesbian, en la canción "El equilibrio es imposible", con Xoel López, en la canción "Turnedo", y con Rubén Pozo, componente del grupo madrileño Pereza.
El artista comenzó en marzo de 2012 una gira por territorio español en la que promocionar el disco, que le llevó a salas ambientadas y auditorios, así como festivales que le permitieron compartir cartel con artistas como Love of Lesbian, Amaral, Christina Rosenvinge, Second o The Noises.
El 24 de septiembre, publica un nuevo álbum Val Miñor-Madrid: Historia y cronología del mundo, con doce nuevas canciones (catorce en la amplia edición especial del disco, que también incluye un juego y un libreto con la particular historia del mundo vista por el propio artista). Su nueva gira, que dio comienzo el 30 de noviembre de 2013, le llevó de nuevo a compartir su música por todo el territorio nacional, incluyendo conciertos en Bilbao, Valencia, Murcia, Málaga, Sevilla y San Sebastián, según la web del artista dedicada al nuevo álbum, Val Miñor-Madrid: Historia y cronología del mundo.
El 28 de octubre de 2016 se publica su disco Casa. Para presentar este nuevo álbum, realizó un concierto en Barcelona el 9 de noviembre de 2016 en la Sala Barts.
Su último trabajo publicado hasta la fecha es un álbum homenaje al grupo gallego Golpes Bajos, titulado Cena recalentada, publicado el 21 de septiembre de 2018. Iván simultaneó la gira de presentación de este disco con la gira de Casa.
En diciembre de 2019 lanzó Quince años entre canciones para el tiempo y la distancia, un álbum recopilatorio que contiene cinco discos entre los que se encuentran temas míticos de sus últimos 15 años de carrera.

## Discografía
| Información |
| --- |
| Canciones para el tiempo y la distancia (CD y DVD) - Editado el: 1 de abril, de 2005 - Grabado en: Val Miñor, Finisterre, Galapagar y Madrid - Producido por Suso Saiz. - Posición: n.º 14 - N.º semanas: 9                                                                                      |
| Las siete y media (EP) - Editado el 30 de octubre de 2006 - Grabado en Estudio del Cielito (Buenos Aires), Apostolik Ladies Studio (Nigrán) y Brazil (Madrid), abril de 2006 - Posición: n.º 24 - N.º semanas: 4                                                                                 |
| Mentiroso mentiroso - Editado el 25 de marzo de 2008 - Posición: n.º 4 - N.º semanas: 12 |
| Pícnic extraterrestre - Editado el 18 de mayo de 2010 - DVD con contenido extra: Concierto teatro Häagen Dazs Madrid 4 de diciembre de 2008 |
| Confesiones de un artista de mierda - Editado el 18 de octubre de 2011 - Grabado en los estudios CATA de Madrid el 4 de julio de 2011 - Producido por Suso Saiz - DVD: Primera temporada (Canciones correspondientes al Disco Uno) y Escenas elimindas (Canciones correspondientes al Disco Dos) |
| Val Miñor-Madrid. Historia y cronología del mundo - Editado el 24 de septiembre de 2013 - Producción: Ricky Falkner |
| Casa - Editado el 28 de octubre de 2016 - Producción: Ricky Falkner |
| Cena recalentada - Editado el 21 de septiembre de 2018 - Producción: Pablo Novoa |
| 2005 al 2020: 15 años entre canciones para el tiempo y la distancia (recopilatorio) - Editado el 13 de diciembre de 2019 - Producción: Varios |
| Trinchera pop - Editado el 10 de marzo de 2023 - Producción: Varios |

## Libros
- Iván Ferreiro: 30 canciones para el tiempo y la distancia (Efe Eme, 2020), de Arantxa Moreno: se trata de una biografía original del cantante, configurada alrededor de treinta de las composiciones más emocionantes de su discografía.
- Meteoro y el Señor Conejo (Harper Collins, 2023), de María Rod: el relato de una gira del artista contado en tono de realismo mágico.